# Joey Belladonna
Joey Belladonna (nacido como Joseph Bellardini el 13 de octubre de 1960 en Oswego, Nueva York) es un vocalista de heavy metal y thrash metal, más conocido por ser el cantante de la banda Anthrax durante los periodos 1984 - 1992, 2005 - 2007 y 2010 - presente.

## Carrera

### Inicios
Belladonna tiene ascendencia Iroqués por parte de su madre e italo-americanas por parte de su padre. En su juventud, bandas como The Beatles, Led Zeppelin, Kansas y Rush fueron una gran influencia para desarrollar su estilo vocal.

### Anthrax
A Joey Belladonna se le considera parte de la alineación clásica de Anthrax (junto a, Dan Spitz, Scott Ian, Frank Bello y Charlie Benante) quienes se reunieron e hicieron una gira durante 2005 y 2006.  Con su voz fueron grabados más de 10 discos, logrando ventas millonarias en todo el mundo. Durante ese tiempo compartió el escenario con bandas como Iron Maiden, Metallica, Megadeth, Kiss, Ozzy Osbourne, Black Sabbath, Slayer, Alice in Chains, Dio, Public Enemy, Living Colour, Primus, Mötley Crüe, Bon Jovi, Whitesnake, Testament, Overkill, Exodus, Helloween y muchos otros. También durante ese periodo Joey protagonizó la película de culto Pledge Night.
A comienzos del año 2010, Belladonna oficialmente regresó a Anthrax para los conciertos del "Big Four" en el Festival Sonisphere. Luego de algunos conciertos más, Belladonna regresó al estudio con la banda para grabar la voces en el álbum Worship Music. En 2016 participa en la grabación del álbum For All Kings, última producción de Anthrax hasta la fecha.

### Carrera como solista
Fue despedido de Anthrax en 1992, siendo reemplazado por John Bush, cantante de la banda Armored Saint. Fundó un proyecto solista llamado Belladonna, del cual fue el único miembro consistente. A mediados de la década de 1990 Belladonna lanzó su álbum homónimo debut, el cual fue bien recibido por los fanáticos y la crítica. El segundo álbum de estudio, Spells of Fear, fue publicado en 1998 y fue muy criticado por su pobre producción. En 2003 fue publicado el álbum 03 de manera independiente y en 2004 salió al mercado Artifacts I.

## Discografía

### Solitario
- Belladonna (1995)
- Spells of Fear (1998)
- 03 (2003)
- Artifacts I (2004)

### Anthrax
- Armed and Dangerous (1985)
- Spreading the Disease (1985)
- Among the Living (1987)
- State Of Euphoria (1988)
- Persistence of Time (1990)
- Worship Music (2011)
- For All Kings (2016)